# 肾药花科
肾药花科又名球花科，只有2属约30种，生长在欧洲和北非的亚热带和温带地区。为小灌木或草本，叶小，互生；花小，花瓣5，上两瓣比下三瓣短或缺，组成球状花序；果实为类似瘦果的坚果。
1981年的克朗奎斯特分类法将本科列入玄参目，1998年根据基因亲缘关系分类的APG 分类法和2003年经过修订的APG II 分类法不承认这个科，将各属合并到车前科中，属于唇形目。